# Saint-Jean-le-Vieux (Pyrénées-Atlantiques)
Saint-Jean-le-Vieux is een gemeente in het Franse departement Pyrénées-Atlantiques (regio Nouvelle-Aquitaine) en telt 880 inwoners (1999). De plaats maakt deel uit van het arrondissement Bayonne.

## Geografie
De oppervlakte van Saint-Jean-le-Vieux bedraagt 11,7 km², de bevolkingsdichtheid is 75,2 inwoners per km².
De onderstaande kaart toont de ligging van Saint-Jean-le-Vieux (Pyrénées-Atlantiques) met de belangrijkste infrastructuur en aangrenzende gemeenten.

## Demografie
Onderstaande figuur toont het verloop van het inwonertal (bron: INSEE-tellingen).